# Cord
För textilmaterialet, se Kord
Cord var ett amerikanskt bilmärke som tillverkades av Auburn Automobile Co i Auburn, Indiana mellan 1929 och 1937.

## Historia
Errett Lobban Cord hade tagit kontroll över både Auburn och Duesenberg 1926. Prisskillnaden mellan den största Auburn-modellen och Duesenberg var betydande och Cord planerade fylla luckan med en framhjulsdriven bil under hans eget namn. Vid utvecklingen tog Cord hjälp av bland andra Harry A. Miller, som hade lång erfarenhet av att bygga framhjulsdrivna tävlingsbilar.
Cord L-29 presenterades 1929. Bilen var ovanligt lågbyggd, med en lång motorhuv enligt rådande mode och den kläddes i anslående karosser. Motorn var en rak åtta på fem liter från Auburn. Konstruktionen med växellådan placerad mellan differentialväxeln och den långa motorn gjorde att alltför lite vikt hamnade på drivhjulen. Dessutom hade man problem med kvaliteten på drivknutarna, som slets ut i snabb takt. Försäljningen hämmades av den stora depressionen och när produktionen avslutades i början av 1932 hade man byggt cirka 4 400 bilar.
Namnet Cord låg i träda fram till 1936, då Cord 810 presenterades. Bilen hade planerats som en mindre Duesenberg, men namnet Cord passade bra, då även 810-modellen var framhjulsdriven. Växellådan, av förväljartyp, var nu placerad längst fram, framför differentialen och motorn var en kort V8 på 4,7 liter. Karossen var påfallande modern, med bland annat dolda strålkastare. 1937 kallades bilen 812. Motorn kunde nu fås med kompressor, vilket pressade upp effekten i 195 hk. Dessvärre kollapsade Cords företagsimperium under 1937 och 810/812-modellen lades ned efter cirka 3 000 tillverkade exemplar.
Under 1940 och 1941 byggdes drygt 2 000 bilar av Graham-Paige och Hupmobile, som köpt pressverktygen till 810-karossen. Efter andra världskriget blev 810/812-modellen en populär samlarbil och flera replikor har byggts, bland annat av ett företag i Tulsa, Oklahoma som förvärvat rätten till namnet Cord.

## Galleri

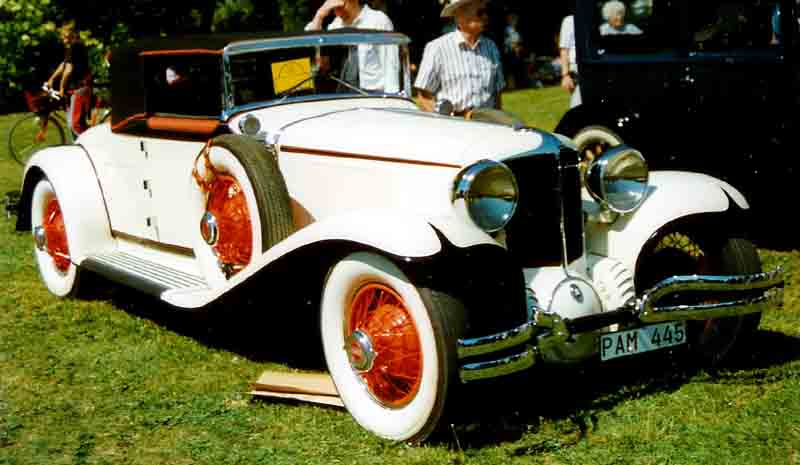
Cord L-29 1931
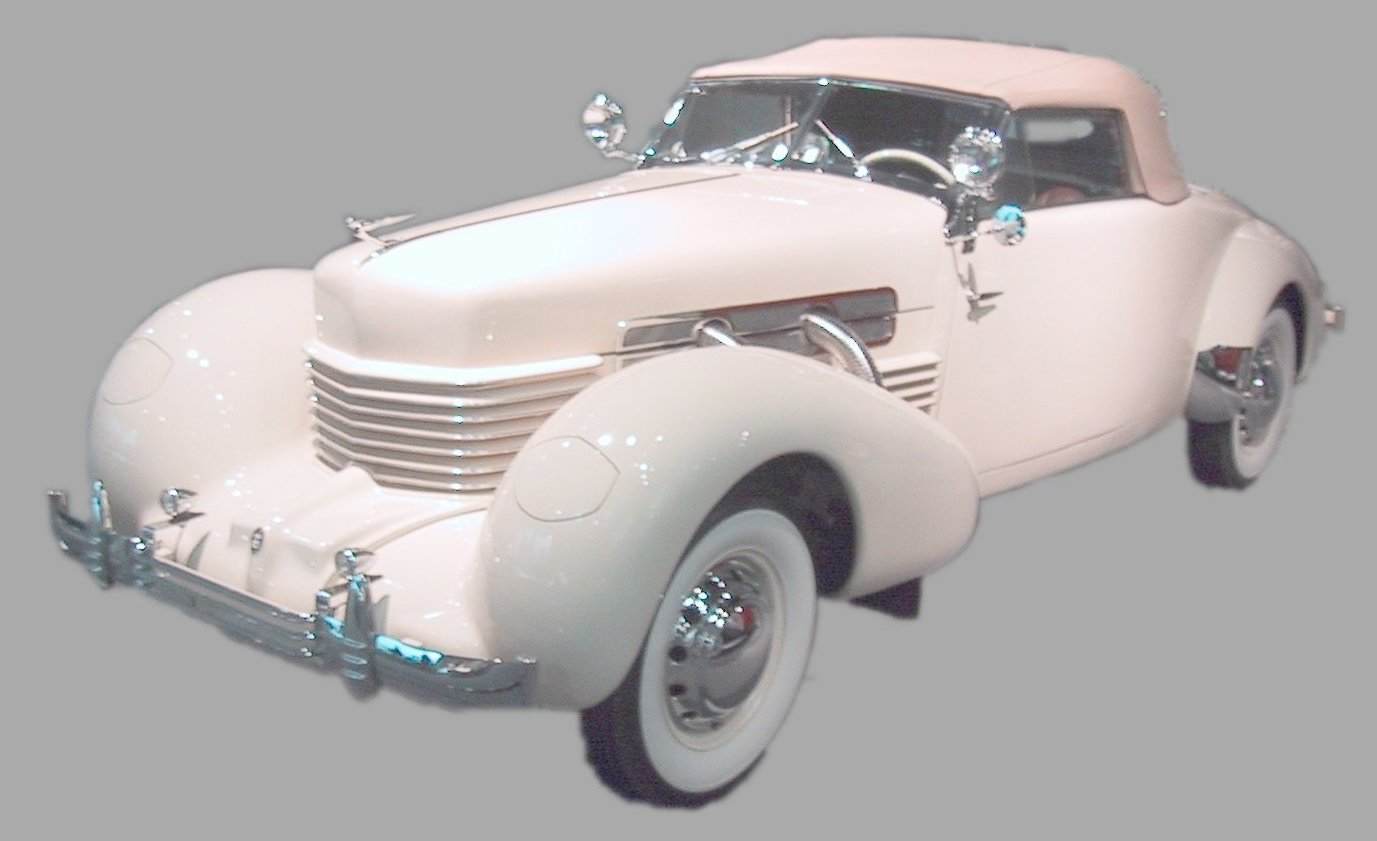
Cord 812 1937